# Hans van Zeeland
Johannes Hendrikus Jacques „Hans” van Zeeland (ur. 4 maja 1954 w Arnhem) – holenderski piłkarz wodny. dwukrotny olimpijczyk. 
Zdobył brązowy medal na igrzyskach olimpijskich w 1976 w Montrealu, a na igrzyskach olimpijskich w 1980 w Moskwie zajął 6. miejsce.
Jako trener prowadził reprezentację Holandii na igrzyskach olimpijskich w 1996 w Atlancie (zajęła 10. miejsce).